# Gymnocalycium papschii
Gymnocalycium papschii ist eine Pflanzenart in der Gattung Gymnocalycium aus der Familie der Kakteengewächse (Cactaceae). Das Artepitheton papschii ehrt den österreichischen Kakteenliebhaber Wolfgang Papsch (* 1946).

## Beschreibung
Gymnocalycium papschii wächst einzeln mit mittelgrünen, kugelförmigen, gestreckt kugelförmigen oder kurz säulenförmigen Trieben und erreicht bei Durchmessern von 3 bis 6,5 Zentimetern Wuchshöhen von 4 bis zu 9,5 Zentimeter. Die zwölf bis 14 (selten bis 17) Rippen sind kinnartig gehöckert. Die anfangs weißen bis hellgelben Dornen werden später hellgrau bis hellbraun. Sie haben meist eine dunklere Basis. Der meist einzelne, gebogene und verdrehte Mitteldorn ist bis zu 5 Millimeter lang. Von den zehn Randdornen sind die beiden oberen bis zu 4 Millimeter lang und die mittleren bis zu 7 Millimeter. Die übrigen sind wieder kürzer.
Die trichterförmigen, elfenbeinweißen bis hellrosafarbenen Blüten erreichen eine Länge von 4,5 bis 6 Zentimeter und weisen einen Durchmesser von 4,5 bis 5 Zentimeter auf. Die glänzend olivgrünen Früchte sind länglich. Sie erreichen eine Länge von 1,8 bis 2,2 Zentimeter und einen Durchmesser von 6 bis 9 Millimeter.

## Verbreitung und Systematik
Gymnocalycium papschii ist in der argentinischen Provinz Córdoba in der Sierra de los Comechingones zwischen Gräsern in Höhenlagen von 1200 Metern verbreitet. 
Die Erstbeschreibung erfolgte 2001 durch Hans Till. Ein nomenklatorisches Synonym ist Gymnocalycium bruchii var. papschii (H.Till) Milt (2015).

## Nachweise